# Botanophila testacea
Botanophila testacea este o specie de muște din genul Botanophila, familia Anthomyiidae. A fost descrisă pentru prima dată de Robineau-desvoidy în anul 1830.
Este endemică în Franța. Conform Catalogue of Life specia Botanophila testacea nu are subspecii cunoscute.